# Appendage
Onder een appendage verstaat men een klein toestel dat dient ter completering van een machine of installatie. In het bijzonder wordt het woord gebruikt met betrekking tot waterleiding- en gasnetten, en hydraulische en pneumatische systemen.
Het woord komt van het Latijn: ad, wat bij, en pendere, wat hangen betekent.
Tot appendages worden gerekend: kranen, ventielen, afsluiters, meettoestellen en dergelijke.